# نبرد صنعا (۲۰۱۴)
نبرد صنعا (۲۰۱۴)، نبردی بود که پیشروی حوثی‌ها به صنعا، پایتخت یمن، را رقم زد و موجب آغاز تصرف مسلحانه دولت، طی ماه‌های بعد شد. درگیری‌ها در ۹ سپتامبر ۲۰۱۴ آغاز شد، زمانی که معترضان طرفدار حوثی‌ها به فرماندهی عبدالملک حوثی به سمت دفتر کابینه راهپیمایی کردند و مورد تیراندازی نیروهای امنیتی قرار گرفتند که منجر به کشته شدن هفت نفر شد. این درگیری‌ها در ۱۸ سپتامبر، زمانی که ۴۰ نفر در درگیری مسلحانه بین حوثی‌ها به رهبری فرمانده نظامی محمد علی حوثی و هواداران حزب تندروی سنی الاصلاح، درحالی‌که که حوثی‌ها سعی در تصرف تلویزیون یمن داشتند، کشته شدند و در ۱۹ سپتامبر، با بیش از ۶۰ کشته در درگیری بین شبه‌نظامیان حوثی و ارتش و پلیس در شمال صنعا، تشدید شد. در نهایت تا ۲۱ سپتامبر، حوثی‌ها، مقر دولت را تصرف کرده و سقوط صنعا را رقم زدند.